# Toixa
Toixa (en castellà i oficialment Tuéjar) és un municipi del País Valencià situat a la comarca dels Serrans.

## Geografia
El relleu de Toixa és muntanyós. Situat als contraforts de la serra de Javalambre, concretament a les serres de Tortajada i el Sabinar. El poble està regat per les aigües del riu Túria, a l'embassament de Benaixeve, i el riu Toixa, que naix a un quilòmetre aproximadament del poble.

### Límits
El terme municipal limita amb els d'Alpont, Ares dels Oms, Benaixeve, Xelva i Titaigües (a la mateixa comarca); amb el de Sinarques (a la Plana d'Utiel) i amb el de Talayuelas (Província de Conca).

### Accés
Des de València es té accés per la carretera provincial CV-35 i, des d'Utiel, per la carretera comarcal CV-390.

## Història
Encara que no és possible situar en el temps d'una manera exacta l'origen de la població, les restes arqueològiques trobades per tot el terme evidencien que per Toixa han passat tota mena de pobles o civilitzacions. S'hi han trobat des de destrals de sílex fins a restes ibèriques, monedes romanes, ceràmica àrab, etc. Podria dir-se, tenint en compte els més antics vestigis descoberts, que els primers assentaments daten de l'edat del bronze.
Toixa adquirix la condició de poble mitjançant l'atorgament de la seua carta de poblament per la vídua de Pere de Xèrica, senyor feudal d'estos territoris. Pere el Cerimoniós va ordenar, el 1370, a Na Buenaventura de Arborea la repoblació de la vall del riu de Xelva, amb cristians i no amb moros, com ella pretenia. La repoblació estava basada en l'expulsió prèvia que el rei havia ordenat, dels moriscs, «pels nefasts crims de lesa majestat» que suposadament havien comés.
A partir de la divisió provincial realitzada per Javier de Burgos el 1833, es va dur a terme la creació dels partits judicials. Segons el Decret Reial del 21 d'abril 1834, Toixa passa a formar part del Partit Judicial d'Alpont, amb la capital a Xelva.

## Demografia
| 1990  | 1992  | 1994  | 1996  | 1998  | 2000  | 2002  | 2004  | 2006  | 2007  | 2008  | 2014  | 2019  |
| ----- | ----- | ----- | ----- | ----- | ----- | ----- | ----- | ----- | ----- | ----- | ----- | ----- |
| 1.463 | 1.400 | 1.375 | 1.342 | 1.311 | 1.268 | 1.225 | 1.212 | 1.208 | 1.300 | 1.271 | 1.157 | 1.116 |

## Economia
L'esplendor de l'horta de Toixa es va truncar en la dècada dels 80 del passat segle a causa de les caigudes de preus dels productes agrícoles i està actualment quasi abandonada. En el secà, on abans hi havia grans extensions de vinya, ara són ametllers i oliveres els que predominen. Per tant, l'agricultura ha perdut importància i s'ha desenvolupat la ramaderia intensiva. Es calcula que hi ha uns 25.000 caps de bestiar porcí repartits en unes 40 explotacions, i més de 150.000 aus en diverses granges.

## Política i govern

### Composició de la Corporació Municipal
El Ple de l'Ajuntament està format per 9 regidors. En les eleccions municipals de 26 de maig de 2019 foren elegits 
6 regidors d'Entre Todos Tuéjar (ETT) i 3 del Partit Popular (PP).
| Eleccions municipals de 26 de maig de 2019 - Toixa                                                                            |                                     |                                     |                                     |      |          |          |
| Candidatura | Candidatura                         | Candidatura                         | Cap de llista                       | Vots | Vots     | Regidors |
| | Entre Todos, Tuéjar                 |                                     | Josefina Herrero Peñalver           | 537  | 66,38%   | 6 (+6)   |
| | Partit Popular                      |                                     | Francisco Javier Oltra Martínez     | 253  | 31,27%   | 3 (-4)   |
| | Altres candidatures                 |                                     |                                     | 10   | 1,23%    | 0 ( -2)  |
| | Vots en blanc                       |                                     |                                     | 9    | 1,11%    |          |
| Total vots vàlids i regidors                                                                                                  | Total vots vàlids i regidors        | Total vots vàlids i regidors        | Total vots vàlids i regidors        | 809  | 100 %    | 9        |
| | Vots nuls                           | Vots nuls                           | Vots nuls                           | 4    | 0,49%    |          |
| Participació (vots vàlids més nuls)                                                                                           | Participació (vots vàlids més nuls) | Participació (vots vàlids més nuls) | Participació (vots vàlids més nuls) | 813  | 82,37%** |          |
| Abstenció | Abstenció                           | Abstenció                           | Abstenció                           | 174* | 17,63%** |          |
| Total cens electoral | Total cens electoral                | Total cens electoral                | Total cens electoral                | 987* | 100 %**  |          |
| Alcaldessa: Josefina Herrero Peñalver (ETT) (15/06/2019) Per majoria absoluta dels vots dels regidors                         |                                     |                                     |                                     |      |          |          |
| Fonts: JEC, JEZ Llíria, M. Interior, Periòdic Ara. (* No són vots sinó electors. ** Percentatge respecte del cens electoral.) |                                     |                                     |                                     |      |          |          |

### Alcaldia
Des de 2023 l'alcalde de Toixa és Carlos Tarazona Illueca d'Entre Tots Tuéjar (ETT).
| Període                       | Alcalde o alcaldessa            | Partit polític | Data de possessió | Observacions |
| ----------------------------- | ------------------------------- | -------------- | ----------------- | ------------ |
| 1979–1983                     | José Manuel Moreno Martínez     | Independent    | 19/04/1979        | --           |
| 1983–1987                     | Tomás Herrero Peñalver          | PSPV-PSOE      | 28/05/1983        | --           |
| 1987–1991                     | Vicente Verez Moreno            | TUI            | 30/06/1987        | --           |
| 1991–1995                     | José Llovera Ródenas            | PP             | 15/06/1991        | --           |
| 1995–1999                     | Delfín Martínez Dorce           | TIP            | 17/06/1995        | --           |
| 1999–2003                     | Delfín Martínez Dorce           | PP             | 03/07/1999        | --           |
| 2003–2007                     | Francisco Javier Oltra Martínez | PP             | 14/06/2003        | --           |
| 2007–2011                     | Francisco Javier Oltra Martínez | PP             | 16/06/2007        | --           |
| 2011–2015                     | Francisco Javier Oltra Martínez | PP             | 11/06/2011        | --           |
| 2015–2019                     | Francisco Javier Oltra Martínez | PP             | 13/06/2015        | --           |
| 2019-2023                     | Josefina Herrero Peñalver       | ETT            | 15/06/2019        | --           |
| Des de 2023                   | Carlos Tarazona Illueca         | ETT            | 17/06/2023        | --           |
| Fonts: Generalitat Valenciana |                                 |                |                   |              |

## Monuments

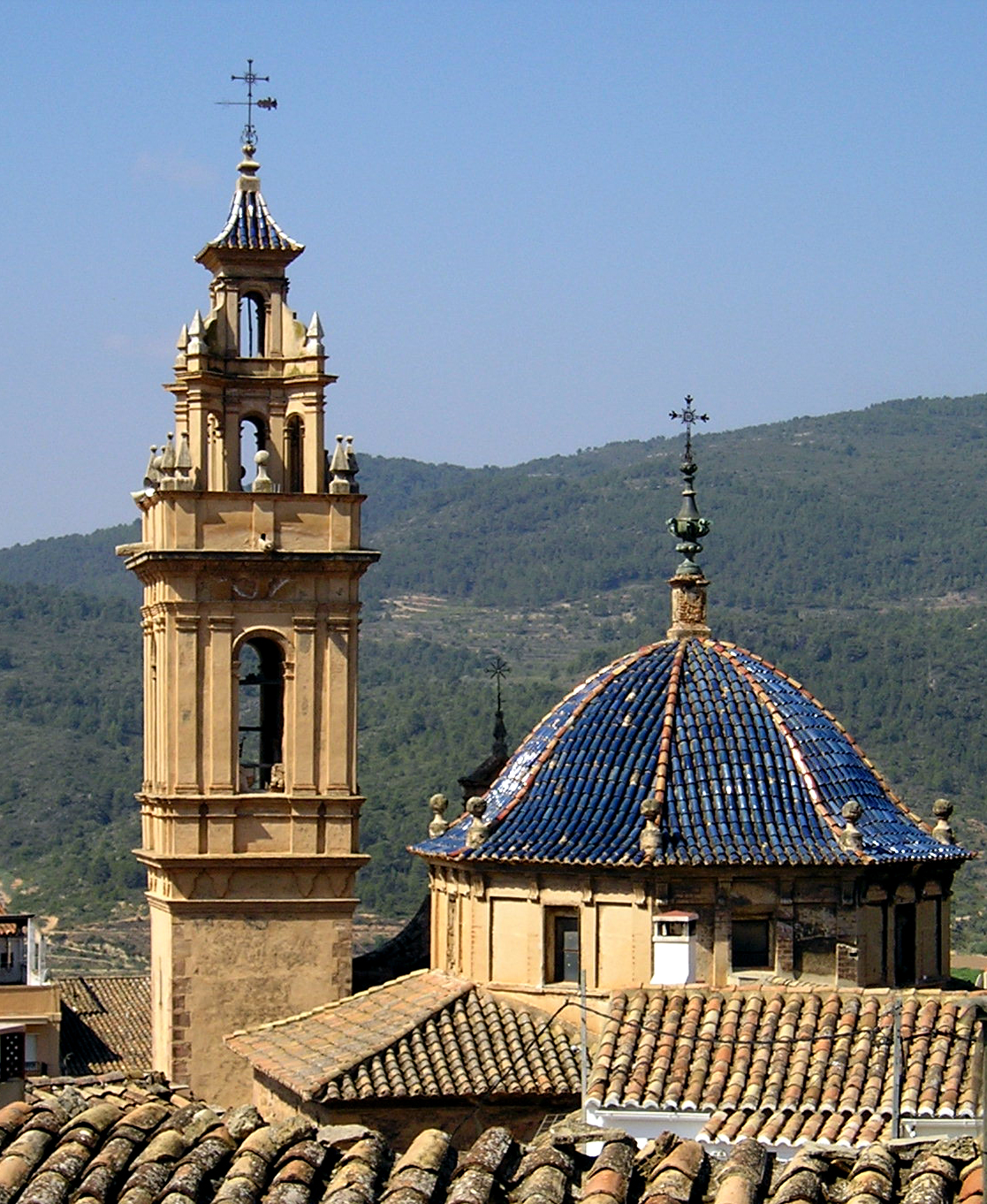
Part posterior de l'església dels Àngels

- Església de Nostra Senyora dels Àngels. Declarada Monument Historicoartístic Nacional. Construcció de la segona meitat del segle xvii, d'estil barroc, a la qual es puja per una escalinata de pedra. La façana del temple té una notable portalada, composta per dues columnes estriades acabades en capitells que sostenen una cornisa. A la dreta està la bella i esvelta torre, d'estil neoclàssic, que consta de tres cossos. L'interior del temple és format per una gran nau amb creuer.

- Ermita de la Puríssima Concepció. Dedicada a la patrona del poble. Té la portalada en arc i dos porxos als costats. L'interior està format per una nau de sostre de volta, sostingut per quatre arcs de mig punt. Les notícies més antigues de l'ermita daten de 1595.

- Ermita de Sant Joan, Santa Llúcia, ermita fortificada de Sant Cristòfol.

- Portal dels Sants. Va ser la principal porta per la qual s'accedia a la Toixa medieval, en aquella època emmurallada. Es troba al nucli antic de la població.

- Aqüeducte de Peña Cortada. Aqüeducte d'origen romà traçat amb diferents sistemes de conducció d'aigües que, des del seu origen en el riu Toixa, salva grans esculls topogràfics. És una de les obres d'enginyeria millor conservades del País Valencià.

- Recinte emmurallat de Toixa. Declarat bé d'interés cultural. Diversos elements subsisteixen de les muralles de Toixa, entre ells dues portes d'entrada i una torrassa que va servir d'aljub.

- Castell de Toixa. Restes de la fortificació medieval situada al nord de la població, sobre un turó de 666 metres.

## Llocs d'interés
- Pintures rupestres dels Corrals de Silla.
- L'Assut. Naixement del riu Toixa, habilitat com a àrea recreativa.

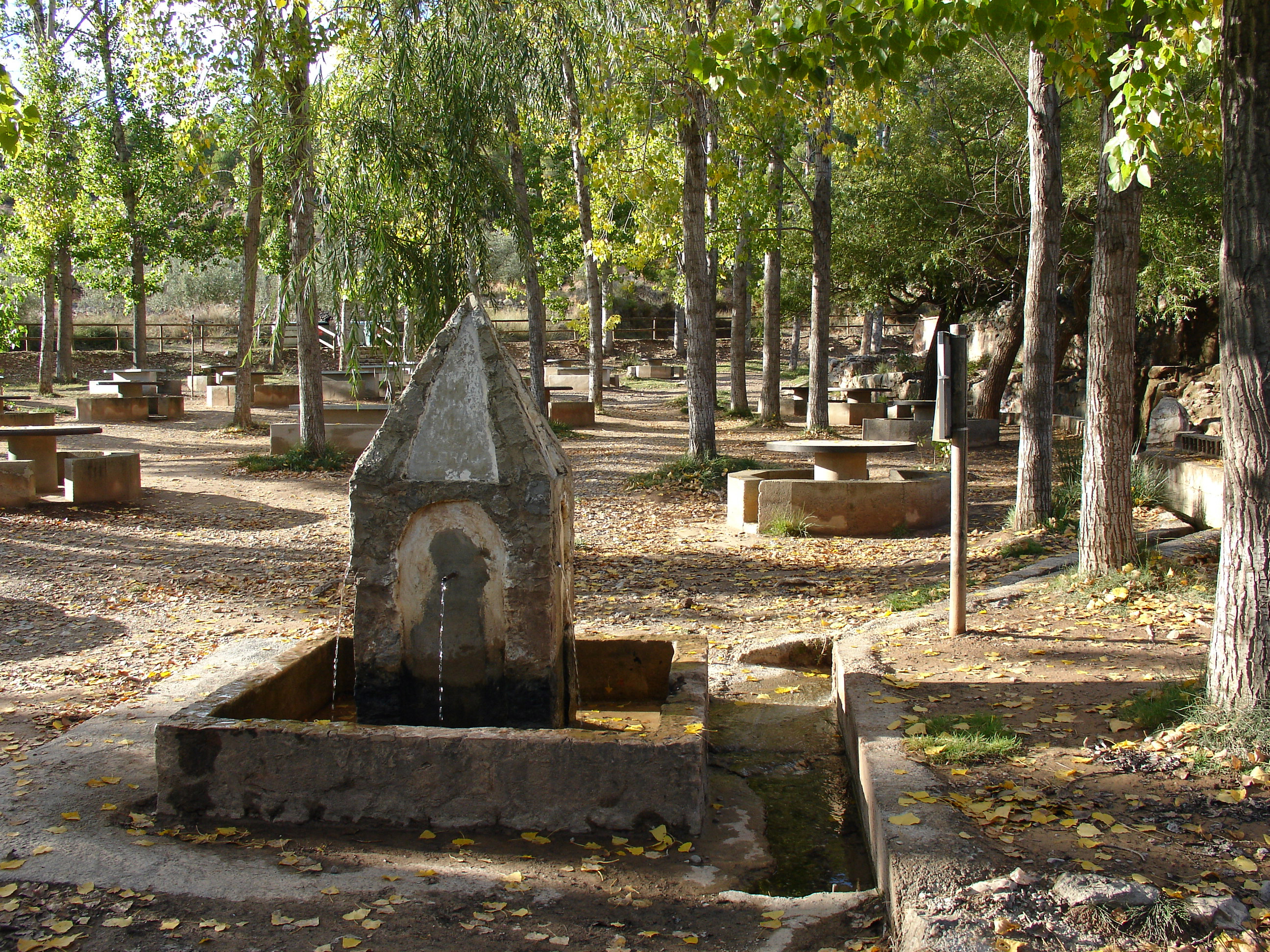
L'Assut
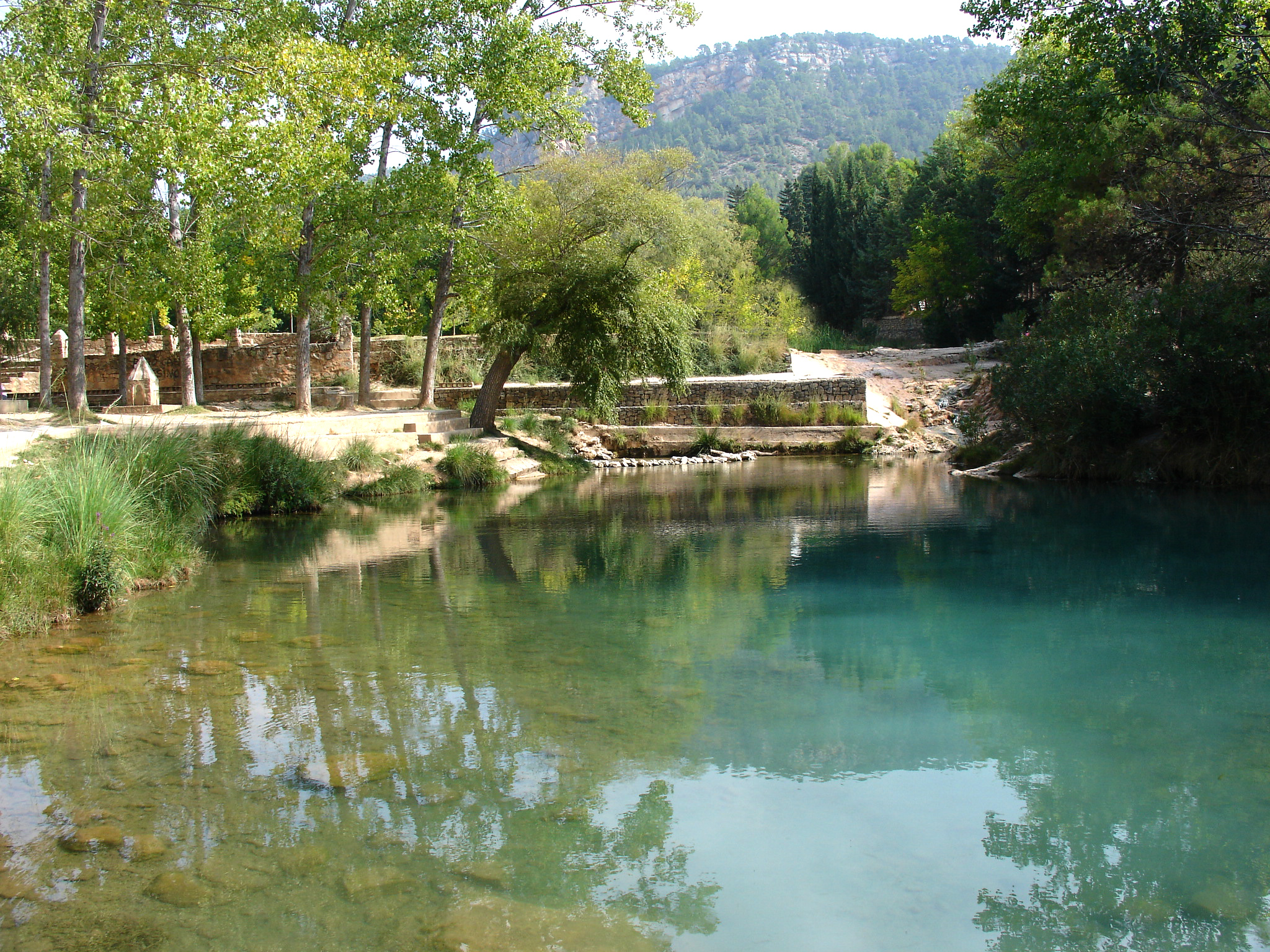
L'Assut
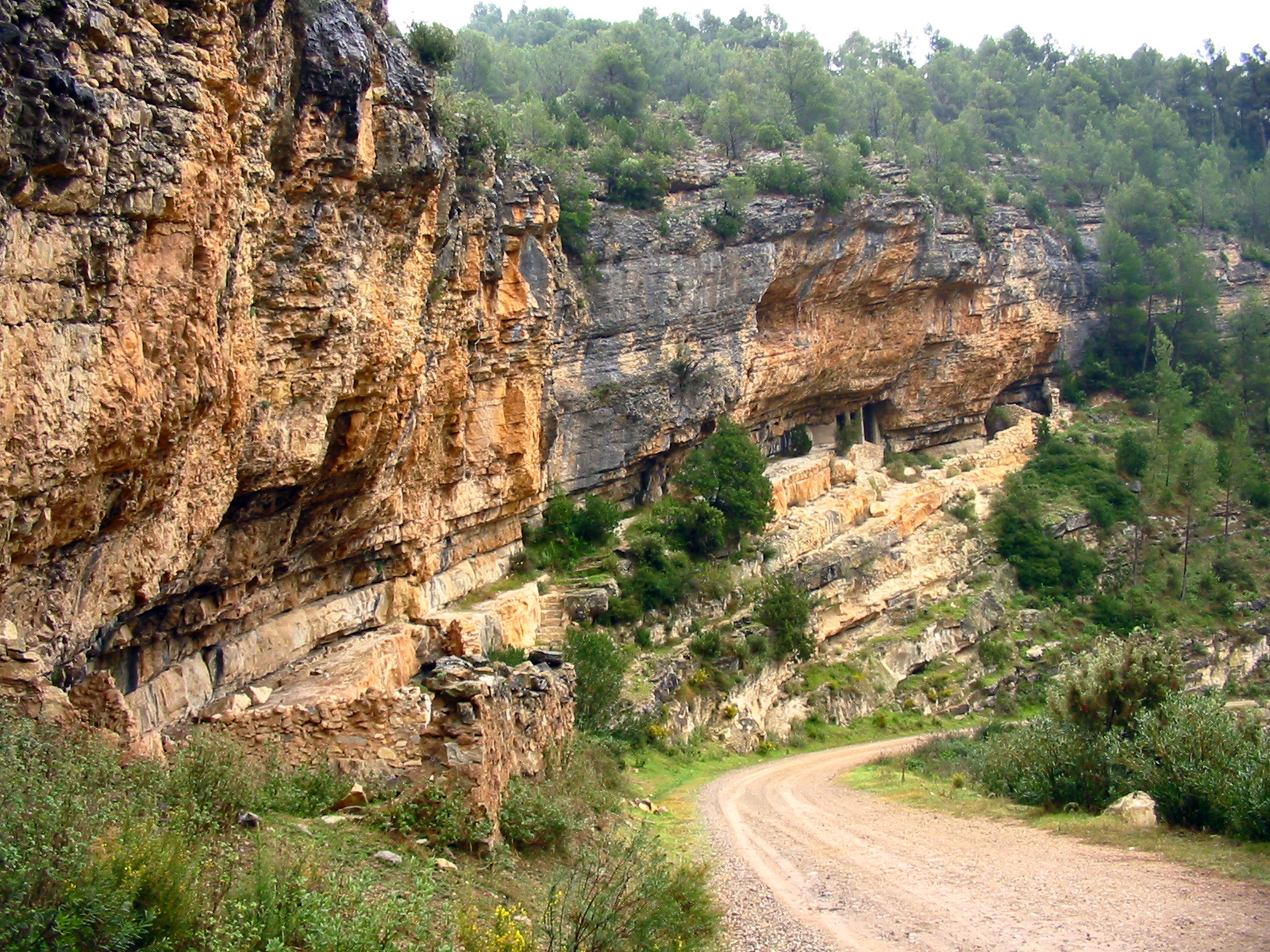
Pintures rupestres

## Festes i celebracions
- Sant Antoni Abat. La nit precedent al 17 de gener es té per costum encendre grans fogueres en diversos carrers del poble.
- Carnestoltes. Al febrer se celebra un cap de setmana de Carnestoltes.
- Els Majos. Des de fa molts anys hi ha el costum de cantar els Majos a Toixa la nit del 30 d'abril.
- Festes Majors de la Puríssima. Cada cinc anys, els acabats en 0 i en 5, es realitzen les festes extraordinàries o majors, conegudes localment com Las Gordas. Se celebren durant la setmana del 15 d'agost.

- L'Entramoro. Forma apocopada de "l'entrada del moro", l'"entramoro" és una representació teatral a l'aire lliure, de caràcter epicoreligiós, dintre d'una tradició cultural basada en llargs segles de convivència i lluita entre les comunitats musulmana i cristiana. Se celebra durant les Festes Grosses, que tenen lloc cada cinc anys. Tota la representació destil·la un odi salvatge entre els dos bàndols. És un enfrontament més que de dos pobles de dues religions, ple de fanatisme i de menyspreu al credo contrari, que no té res a veure amb la realitat històrica i amb la convivència pacífica dels dos pobles durant l'edat mitjana. El text actual està compost per 1.832 versos, la majoria octosíl·labs.

- Festes Patronals. Les festes de la Immaculada Concepció se celebren el 8 de desembre.